# Goldene Handfeste

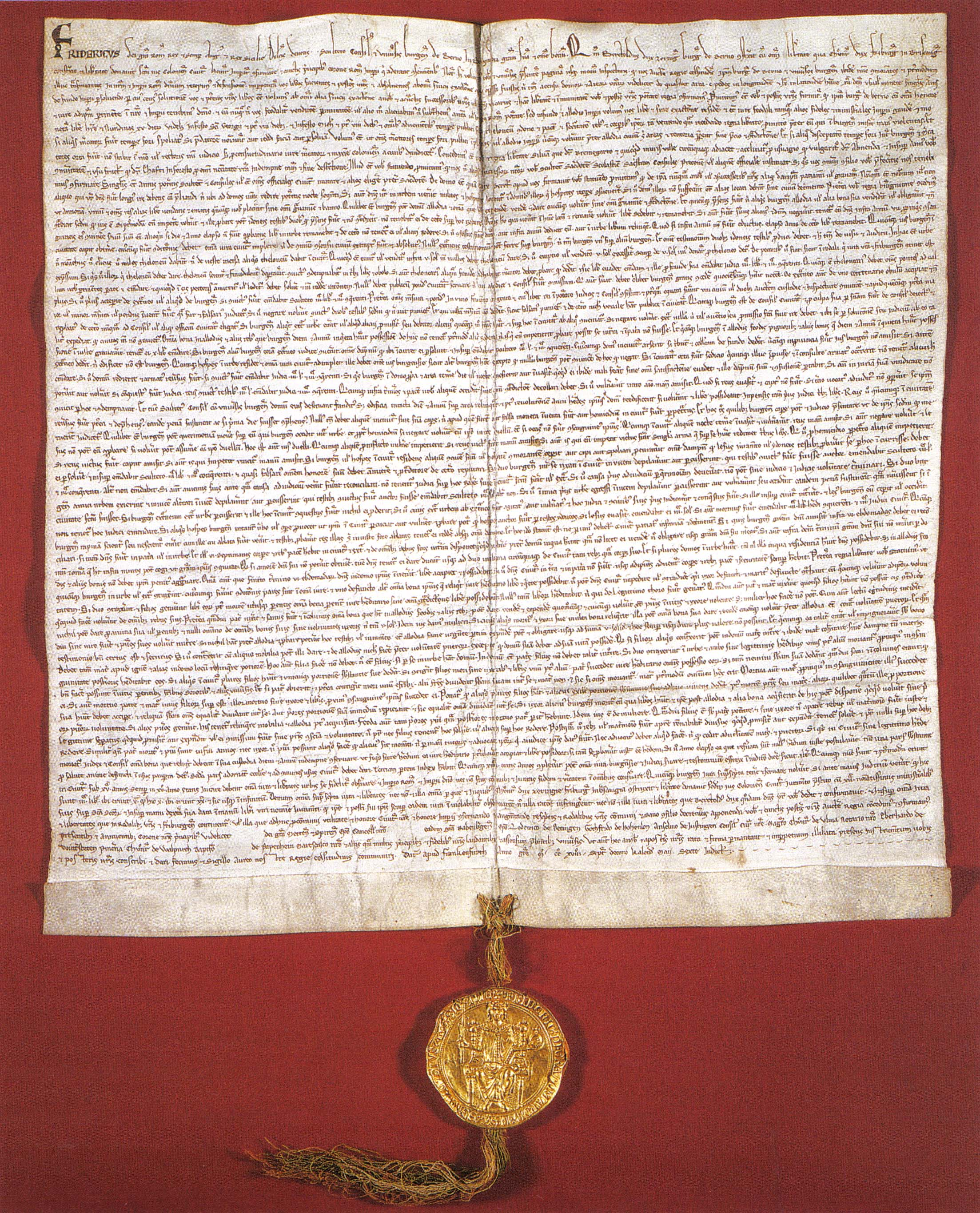
Die Goldene Handfeste

Die Goldene Handfeste von Bern (auch: Berner Handfeste) ist eine mittelalterliche Stadtrechtsurkunde, angeblich ausgestellt am 15. April 1218 in Frankfurt am Main durch König Friedrich II. Bern wurde durch sie zur Freien Reichsstadt und de facto zur unabhängigen Stadtrepublik. Nach heute vorherrschender (aber nicht unumstrittener) Auffassung ist sie eine nachträglich im 13. Jahrhundert erstellte Fälschung. Sie wird im Staatsarchiv des Kantons Bern verwahrt.

## Inhalt
Die 54 Artikel oder Satzungen der Handfeste verliehen Bern umfassende Privilegien, darunter das Recht auf freie Wahl des Schultheissen durch den Rat und auf den Erlass eigener Gesetze. Sie sah auch die Errichtung einer Reichsmünzstätte vor, die spätestens ab 1228 die ersten Berner Pfennige prägte. Am 15. Januar 1274 bestätigte König Rudolf I. die Handfeste formell und erkannte damit die Berner Vorrechte an. Die Goldene Handfeste kann somit als erste Verfassung der Stadt Bern gelten.
Die Handfeste wird «golden» genannt nach der kunstvollen goldenen Bulle, die das Dokument als Siegel ziert. Die Vorderseite zeigt Friedrich II. auf dem Thron mit den Kaiserregalien Szepter und Reichsapfel sowie der Umschrift: «Friedrich, von Gottes Gnaden Römischer König, stets Mehrer des Reiches, König von Sizilien.»

## Echtheitsfrage
Seit den 1860er-Jahren ist die Echtheit der Handfeste umstritten. Nach der heute vorherrschenden Meinung handelt es sich um eine in der Mitte des 13. Jahrhunderts angefertigte Fälschung. Es wird angenommen, dass Berns Regierung damit die Rechte schriftlich festhalten wollte, die Bern seit dem Aussterben der Zähringer de facto besass. Die Forschung weist darauf hin, dass die in der Handfeste verbrieften Rechte für die damalige Zeit ungewöhnlich weitreichend waren, und dass die Handschrift derjenigen eines zeitgenössischen Schreibers am Kloster Frienisberg ähnelt. Die Mönche dieser Zeit waren Meister der pia fraus, des «frommen Betrugs», der darin bestand, Urkunden nachträglich dem vermuteten Willen eines verstorbenen Stifters anzupassen.
Andererseits haben Röntgenuntersuchungen aus dem Jahr 2002 wider Erwarten keine Hinweise darauf ergeben, dass die goldene Bulle – welche unbestritten authentisch ist – einem echten kaiserlichen Erlass abgenommen und nachträglich an der Goldenen Handfeste befestigt wurde. Die Diskussion um die Echtheit der Handfeste ist damit noch nicht abgeschlossen.